# Bart Biemans
Bart Biemans, né le 14 mars 1988 à Neerpelt, est un joueur de football belge qui évolue au poste de défenseur central. Il joue depuis 2011 au FC Den Bosch, dans le championnat des Pays-Bas,.

## Biographie
En 2009, Bart Biemans est international espoirs à deux reprises.